# Ельфрида (Аризона)
Ельфрида (англ. Elfrida) — переписна місцевість (CDP) в США, в окрузі Кочіс штату Аризона. Населення — 421 особа (2020).

## Географія
Ельфрида розташована за координатами 31°41′15″ пн. ш. 109°41′30″ зх. д. / 31.68750° пн. ш. 109.69167° зх. д. (31.687563, -109.691780). За даними Бюро перепису населення США в 2010 році переписна місцевість мала площу 9,93 км², з яких 9,93 км² — суходіл та 0,00 км² — водойми.

## Демографія
Згідно з переписом 2010 року, у переписній місцевості мешкало 459 осіб у 176 домогосподарствах у складі 121 родини. Густота населення становила 46 осіб/км². Було 243 помешкання (24/км²).
Расовий склад населення:
| - 71,9 % — білих - 2,0 % — корінних американців - 1,1 % — азіатів - 0,4 % — чорних або афроамериканців - 21,4 % — осіб інших рас |

До двох чи більше рас належало 3,3 %. Частка іспаномовних становила 54,2 % від усіх жителів.
За віковим діапазоном населення розподілялося таким чином: 25,9 % — особи молодші 18 років, 54,3 % — особи у віці 18—64 років, 19,8 % — особи у віці 65 років та старші. Медіана віку мешканця становила 42,3 року. На 100 осіб жіночої статі у переписній місцевості припадало 102,2 чоловіків; на 100 жінок у віці від 18 років та старших — 98,8 чоловіків також старших 18 років.
Середній дохід на одне домашнє господарство становив 54 199 доларів США (медіана — 38 750), а середній дохід на одну сім'ю — 64 049 доларів (медіана — 50 700). За межею бідності перебувало 3,4 % осіб, у тому числі 2,9 % дітей у віці до 18 років та 0,0 % осіб у віці 65 років та старших.
Цивільне працевлаштоване населення становило 143 особи. Основні галузі зайнятості: будівництво — 37,1 %, освіта, охорона здоров'я та соціальна допомога — 25,2 %, публічна адміністрація — 11,9 %, сільське господарство, лісництво, риболовля — 8,4 %.